# 155 mm haubica FH70
155 mm haubica FH-70 – holowana haubica polowa opracowana przez RFN, Wielką Brytanię i Włochy.
W 1978 w państwach tych haubica została wprowadzona do uzbrojenia, a producentem jej jest firma Rheinmetall. 
Wyposażona została w lufę jednolitą samowzmocnioną, która zakończona jest dwukomorowym hamulcem wylotowym zmniejszającym energię zespołu odrzutowego o 35%. Posiada zamek klinowy o pionowym ruch klina, który w położeniu otwartym zamka wysunięty jest do góry. Oporopowrotnik hydropneumatyczny umożliwiający zmianę długości odrzutu. Odciążacz pneumatyczny, a kołyska typu korytkowego z wmontowanym w tylnej części układem zmechanizowanego zasilania amunicją. Ma dwuogonowe łoże. Do strzelania osadzona na platformie ogniowej.
W pozycji marszowej lufa z łożem górnym obrócona jest do tyłu o 180° w stosunku do łoża dolnego i mocowana do ogonów. Haubica może się przemieszczać w takim położeniu   samodzielnie na krótkie odległości z prędkością 16 km/h. Służy do tego napęd pomocniczy. Holowana jest ciągnikiem marki MAN (RFN), FIAT 6605 TM (Włochy) i Foden (Wielka Brytania). Oprócz amunicji standardowej NATO kalibru 155 mm jest przystosowana do wystrzeliwania pocisków kierowanych Copperhead.